# 德哈斯-范阿尔芬效应
德哈斯-范阿尔芬效应（英文: De Haas-van Alphen effect);是指纯金属晶体的磁化强度随外加磁场的增加而发生振荡的现象。它是一种量子力学效应。产生这种效应的物理原因是由于金属晶体的电子能态的“朗道量子化”引起的。此时金属的电子在磁场中，只能以一系列轨道量子化状态存在；由于电子占有朗道量子化状态的数目随磁场而改变，因此，移动磁场，就可观察到金属晶体的磁化强度随磁场倒数而周期振荡。
德哈斯-范阿尔芬效应是由万德尔·德哈斯和他的学生范阿尔芬于1930年发现的。
要在高磁场强度和低温下，金属才会出现德哈斯-范阿尔芬效应。在这样的条件下，金属的其它一些性能，如电阻（称为舒伯尼科夫-德哈斯效应）和比热等也发生振荡。